# アイル・ビー・ゼア・フォー・ユー/ユーアー・オール・アイ・ニード・トゥ・ゲット・バイ
「アイル・ビー・ゼア・フォー・ユー/ユーアー・オール・アイ・ニード・トゥ・ゲット・バイ」（I'll Be There for You/You're All I Need to Get By）は、メソッド・マンがメアリー・J. ブライジをフィーチャリング・ボーカルとして迎えたコラボレーション・シングル。
メソッド・マンのデビュー・アルバム『ティカル』(Tical)収録の「オール・アイ・ニード」(All I Need)のリミックス・バージョンとして1995年4月にリリースされた。全米シングルチャート3位、R&Bシングルチャート1位のヒットとなり、第38回グラミー賞においては「最優秀ラップ・パフォーマンス・デュオ/グループ賞」(Best Rap Performance by a Duo or Group)を受賞した。
メソッド・マンの2001年の主演映画『ビー・バッド・ボーイズ』のサウンドトラック(How High)や、メアリー・J. ブライジの2006年のベストアルバム『リフレクションズ～ア・レトロスペクティブ』(Reflections (A Retrospective))には、レイザー・シャープ・ミックス (Razor Sharp Mix)のバージョンが収録されている。
楽曲制作とプロデュースは、RZAとメソッド・マンによって行われ、基調となるサンプリングには、ニコラス･アシュフォードとヴァレリー･シンプソン作詞・作曲の、マーヴィン・ゲイとタミー・テレルの1968年のデュエット曲「ユーアー・オール・アイ・ニード・トゥ・ゲット・バイ」(You're All I Need to Get By)が取り入れられている。

## チャート記録

### 週間
| チャート(1995)                                                                        | 最高位 |
| ------------------------------------------------------------------------------------- | ------ |
| アメリカ「ホット100・シングルチャート」(Billboard Hot 100)                            | 3      |
| アメリカ「ホットR&B/ヒップホップ・シングルチャート」(Billboard Hot R&B/Hip-Hop Songs) | 1      |
| アメリカ「ラップ・シングルチャート」(Hot Rap Songs)                                   | 1      |
| アメリカ「リズミック・チャート」(Rhythmic (chart))                                    | 12     |
| アメリカ「ダンス・シングル・セールス」(Dance Singles Sales)                           | 1      |
| イギリス「全英シングルチャート」(UK Singles Chart)                                    | 10     |
| イギリス「R&Bシングルチャート」(UK R&B Singles and Albums Charts)                     | 2      |

### 年間
| チャート(1995)                                                           | 位 |
| ------------------------------------------------------------------------ | -- |
| アメリカ「年間ビルボード・ホット・チャート」(Billboard Hot 100)          | 42 |
| アメリカ「年間ビルボード・R&Bチャート」(Billboard Hot R&B/Hip-Hop Songs) | 15 |

## オールタイム・ランキング
| 出版媒体（国）                   | ランキング名称                                                        | 位  | 発表年度 |
| -------------------------------- | --------------------------------------------------------------------- | --- | -------- |
| VH1（米） (VH1)                  | ヒップホップ・グレイテスト・ソング100 (100 Greatest Songs of Hip Hop) | 44  | 2008     |
| コンプレックス誌（米） (Complex) | ヒップホップ・ラヴソング・ベスト25 (The 25 Best Hip-Hop Love Songs)   | 1   | 2012     |
| ビルボード（米） (Billboard)     | ビルボード90年代トップ・ソングス (Billboard's Top Songs of the '90s)  | 478 | 2019     |

## リミックス・ヴァージョン
- レイザー・シャープ・ミックス (Razor Sharp Mix)
  - レイザー・シャープことRZAによるリミックス。

- パフ・ダディ・ミックス (Puff Daddy Mix)
  - パフ・ダディことショーン・コムズによるリミックス。
  - ノトーリアス・B.I.G.の1994年のアルバム『レディ・トゥ・ダイ』収録曲「ミー&マイ・ビッチ feat. ディディ」(Me & My Bitch)と、スリック・リックの1989年のヒット曲「チルドレンズ・ストーリー」(Children's Story)をサンプリング[7][19]。

- キープ・イット・タイト・ミックス (Keep It Tight Mix)
  - RZAとDodgeによるミックス
  - ウータン・クランの1993年のアルバム『Enter the Wu-Tang (36 Chambers)』収録曲「メソッド・マン」(Method Man)をサンプリング[20]。

- ソウル・インサイド・エディット (Soul Inside Edit)
  - RZAとDodgeによるミックス
  - ノトーリアス・B.I.G.の1994年のアルバム『レディ・トゥ・ダイ』収録曲「ミー&マイ・ビッチ feat. ディディ」(Me & My Bitch)をサンプリング[21]。

## 受賞・ノミネート
- 第38回グラミー賞 (38th Annual Grammy Awards)
  - 最優秀ラップ・パフォーマンス・デュオ/グループ賞 (Best Rap Performance by a Duo or Group)受賞

## 他の楽曲へのサンプリング
- ジャスミン・トリアス（英語版）「オール・アイ・ニード」(All I need)（2005年） - アルバム『Jasmine Trias』に収録[22]。